# Opogona nebularis
Opogona nebularis är en fjärilsart som beskrevs av Edward Meyrick 1897. Opogona nebularis ingår i släktet Opogona och familjen äkta malar. Inga underarter finns listade i Catalogue of Life.